# Носко Петро Васильович
Петро Васильович Но́ско (нар. 20 грудня 1885, Бубнівщина — пом. 22 травня 1976, Київ) — український радянський живописець; член Асоціації художників Червоної України та Спілки художників України.

## Біографія
Народився 8 [20] грудня 1885 року в селі Бубнівщині (тепер Прилуцького району Чернігівської області). У 1903—1909 роках навчався в Київському художньому училищі, в 1909—1916 — в Петербурзькій академії мистецтв (педагоги Гуго Залеман, Іван Творожников, Василь Савинський, Володимир Маковський). 1934 року закінчив Київський будівельний інститут. 
Брав участь у виставках з 1918 року, республіканських з 1927 року, всесоюзних з 1940 року. Нагороджений Грамотою Верховної Ради УРСР. 
Жив в Києві  в будинку в провулку Івана Мар'яненка, 14, квартира 11.  Помер 22 травня 1976 року. Похований у Києві на Міському кладовищі «Берківці».

## Творчість
Працював у галузі станкового живопису. Твори:
- «Розгром поміщицького маєтку в 1905 році» (1926);
- «Т. Г. Шевченко серед кріпаків» (1927);
- «Взяття Овруча партизанами» (1945);
- «Т. Г. Шевченко-кріпак» (1948);
- «В. І. Ленін за роботою» (1949);
- «Окопна правда» (1957);
- «Продаж кріпаків» (1964);
- «До Червоної Армії» (1965);
- «В партизани збираються» (1970—1971).

Надгробок Петра Носка.

Картини художника зберігаються в Національному художньому музеї України, музеї Т. Г. Шевченка.